# Municipio de Union (condado de Iron)
El municipio de Union (en inglés: Union Township) es un municipio ubicado en el condado de Iron en el estado estadounidense de Misuri. En el año 2010 tenía una población de 1713 habitantes y una densidad poblacional de 6,25 personas por km².

## Geografía
El municipio de Union se encuentra ubicado en las coordenadas 37°20′18″N 90°39′19″O / 37.33833, -90.65528. Según la Oficina del Censo de los Estados Unidos, el municipio tiene una superficie total de 274.01 km², de la cual 273,29 km² corresponden a tierra firme y (0,26 %) 0,72 km² es agua.

## Demografía
Según el censo de 2010, había 1713 personas residiendo en el municipio de Union. La densidad de población era de 6,25 hab./km². De los 1713 habitantes, el municipio de Union estaba compuesto por el 97,66 % blancos, el 0,35 % eran afroamericanos, el 0,23 % eran amerindios, el 0,06 % eran asiáticos, el 0,18 % eran de otras razas y el 1,52 % eran de una mezcla de razas. Del total de la población el 1,28 % eran hispanos o latinos de cualquier raza.